# Ghostemane
Ерік Вітні (англ. Eric Whitney), відомий під псевдонімом Ghostemane — американський репер з Лос-Анджелеса, Каліфорнія, США. Серед його найвідоміших треків: «Mercury: Retrograde»(323 млн переглядів у Youtube), «Andromeda»(58 млн), «Venom»(42 млн), "Scrying through shattered glass і D(r)own у міксі The system is falling" (15 млн), «Nihil» (55 млн), «D(r)ead» (13 млн), «1000 Rounds» (16 млн, разом із Pouya), «Squeeze» (36 млн), «Blood Oceans» (5 млн, разом із PHARAOH)

## Біографія
Народився 15 квітня 1991 року у Вест-Палм-Біч, Флорида, США. За словами самого Еріка, його батько виділявся надмірною опікою та контролем (забороняв користуватися інтернетом, змушував займатися футболом та ледь не переконав його вступити на службу до Корпусу морської піхоти США). Коли Еріку виповнилося сімнадцять, його батько помер. Подія сильно вплинула на нього, але одночасно дозволила почувати себе більш вільно та, зрештою, розпочати музичну кар'єру.
2014 року приєднався до діяльності команди «Schema Posse», до якої також належали Lil Peep та J Grxnn. Разом із репером Pouya випустив треки під назвою «1000 Rounds» та «2000 Rounds», а у співпраці з реп-гуртом $uicideboy$ світ побачила пісня «Seppuku». У травні 2018 року стало відомо, що Pouya та Ghostemane готують спільний мікстейп. 2018 року випустив альбом «N/O/I/S/E», що містить пісні, в яких помітний вплив індастріал-металу, нью-металу і таких гуртів як: Metallica, Marilyn Manson та Nine Inch Nails.
У своїх треках виконавець поєднує хіп-хоп і рок. У текстах його пісень розповідається про містику, вбивства, демонів та бісів. Також у своїй творчості Ерік Гоуст називає себе «юним Кроулі», покликаючись на поета і містика Алістера Кроулі. Визначальний вплив на його діяльність також мала творчість вченого-математика Джона Ді. Як свій логотип Гоустмейн використовує варіацію Ієрогліфічної монади, яку створив Джон Ді.

## Дискографія

### Альбоми
- 2015 — OOGABOOGA'
- 2015 — For The Aspiring Occultist
- 2016 — RITUALS
- 2016 — BLACKMAGE
- 2016 — PLAGUES
- 2017 — HEXADA
- 2018 — N/O/I/S/E
- 2020 — ANTI-ICON

### Міні-альбоми
- 2015 — GHOSTE TALES
- 2015 — DOGMA
- 2015 — KREEP
- 2016 — DÆMON iii
- 2018 — DAHLIA I